# Atlas (Automarke)
Atlas war eine französische Automarke.

## Unternehmensgeschichte
Das Unternehmen Société Industrielle de Livry aus Paris begann 1949 mit der Produktion von Automobilen. 1952 endete die Produktion.

## Fahrzeuge
Unter der Marke Atlas wurde 1949 das Modell Babycar vorgestellt. Für den Antrieb sorgte im Prototyp ein Motor mit 125 cm³ Hubraum. In der Serienfertigung ab 1950 kam ein Einzylinder-Viertaktmotor mit 175 cm³ Hubraum zum Einsatz. Später war auch ein Zweizylindermotor mit 200 cm³ Hubraum lieferbar. Das offene Fahrzeug bot zwei Personen nebeneinander Platz. Die Fahrzeuglänge betrug 277 cm, das Gewicht 270 kg. 1951 ergänzte der Kover das Angebot.